# Château Lafaurie-Peyraguey
Le Château Lafaurie-Peyraguey, est un domaine viticole de 18 hectares en production situé dans la commune de Bommes, dans le département de la Gironde, en France.
En AOC Sauternes, il est classé premier grand cru dans la classification officielle des vins de Bordeaux de 1855.
À l’occasion des 400 ans de Château Lafaurie-Peyraguey, un nouvel hôtel-restaurant LALIQUE a ouvert ses portes en Juin 2018. L’Hôtel & Restaurant LALIQUE obtient la distinction Relais & Châteaux, seulement deux mois après son ouverture puis décroche la classification cinq étoiles en novembre 2018 lui permettant de rejoindre le cercle prestigieux des établissements de luxe dans la région. Après une première étoile obtenue en 2019, offrant à Sauternes sa première table étoilée Michelin, Jérôme Schilling et le Restaurant LALIQUE se voient décernés deux étoiles au Guide Michelin en mars 2022.

## Histoire du domaine

### Peyragey
L'origine du château remonterait au XIIIe siècle, mais le premier propriétaire avéré est Raymond Peyraguey qui s'installe à Bommes en 1618. Il développe le vignoble pour produire des vins liquoreux très simples et appréciés au XVIIe siècle.

### Pichard-Peyraguey
Le domaine est ensuite racheté en 1742 par le baron Pierre de Pichard († 1746), membre du Parlement de Bordeaux et propriétaire des châteaux Lafite à Pauillac et Coutet à Barsac. C'est lui qui réellement développe l'exploitation, tant du point de vue de la surface du vignoble (30 ha) que des techniques et du volume de production. Son fils, le baron Nicolas-Pierre de Pichard (1734-1794) est guillotiné en 1794 et le domaine est saisi comme bien national.

### Pichard-Lafaurie
En 1796, il est acheté par Pierre Lafaurie (1773-1836), vivant à Preignac, et son beau-père monsieur Mauros, pour la somme de 79 496 francs. Rapidement les parts de Monsieur Mauros sont rachetées par Lafaurie, également propriétaire du château d'Arche. Le nom du domaine devient alors Pichard-Lafaurie. En une trentaine d'années, il donne une grande renommée à la qualité et à l'image du vin de Peyraguey. À sa mort en 1836, son fils Pierre prend les reines du domaine. En 1855, le domaine est désigné Premier cru des vins blancs de la Gironde sous le nom de Peyraguey appartenant à Lafaurie Aîné.

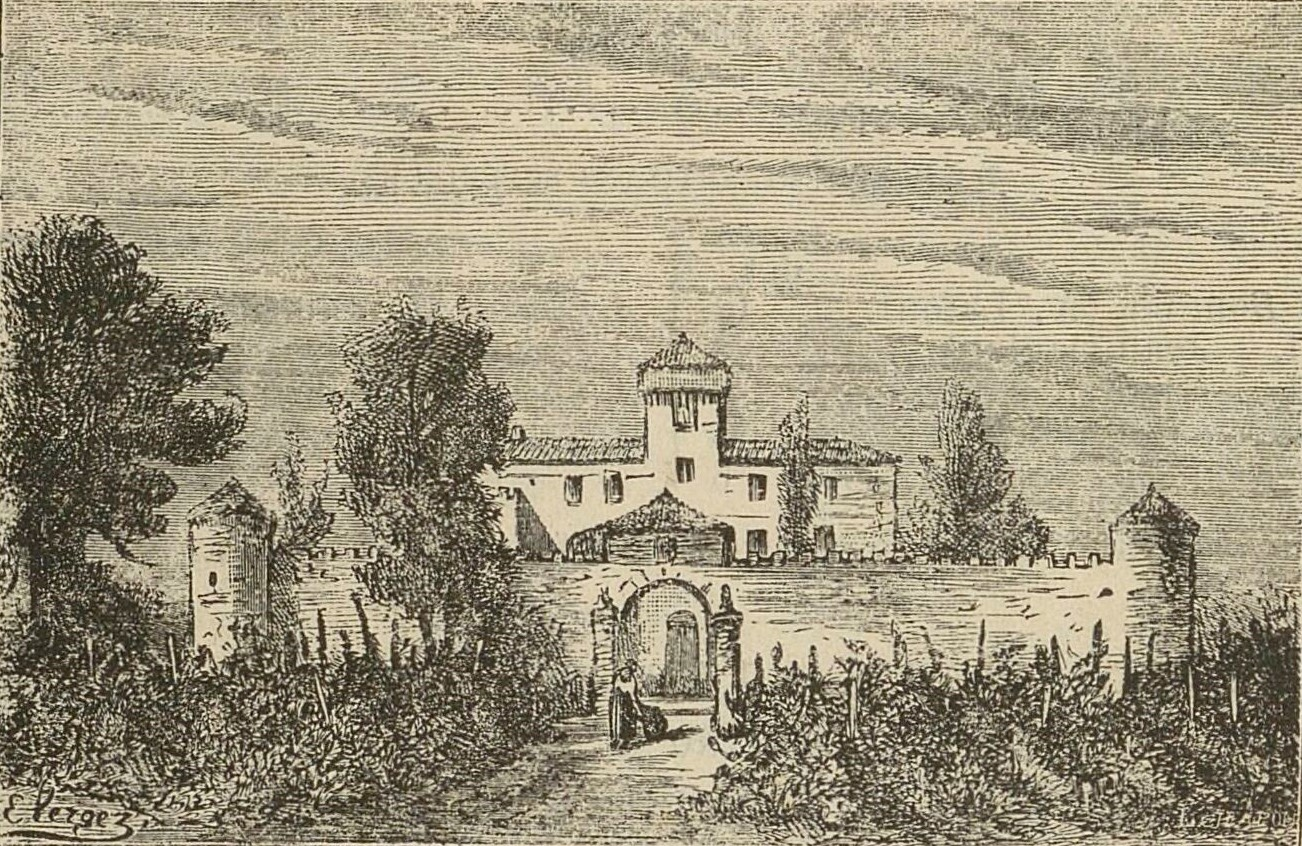
Illustration du château Lafaurie-Peyraguey en 1874.

En 1864, le roi d'Espagne Alphonse XII achète une barrique de Peyraguey 1858 (sous le nom de Pichard Lafaurie) au prix de 6 000 francs or. L'année suivante, la veuve de Lafaurie vend le domaine, qui fait alors 27 hectares, à Charles-Marie Tanneguy, comte Duchâtel, propriétaire depuis 1842 du château Lagrange. Il modernise l'exploitation et restaure le château dans un style hispano-byzantin.

### Lafaurie-Peyraguey
Après le décès en 1867 du comte Duchâtel, sa veuve Églé Rosalie Paulée (1817-1878) reprend la direction de la propriété en même temps que celle de château Lagrange jusqu'à son décès en 1878. Son unique héritière, Marguerite Tanneguy Duchâtel, épouse du Duc de la Trémoille (1838-1911), décide de vendre le domaine. La propriété est scindée en trois : château Lafaurie-Peyraguey, Clos Haut-Peyraguey et château Barrail-Peyraguey. Le 26 juin 1879, deux négociants bordelais, Farinel et Grédy, achètent aux enchères le château Lafaurie-Peyraguey. À partir de 1880, le domaine traverse la crise du phylloxéra, puis du mildiou en 1882.
En 1913, Frédéric Gredy rachète le château Barrail-Peyraguey et reste propriétaire jusqu' 1917. À cette date, Désiré Cordier, un négociant en vin originaire de Lorraine, en fait l'acquisition, ainsi que de domaines dans le Médoc comme le Château Gruaud-Larose et le Château Talbot. Dès son rachat, la mise en bouteille au château est pratiquée. Exploitant également le domaine voisin de La Tour Blanche, Désiré Cordier s'installe comme un des plus gros marchands de vin sur la place de Bordeaux pendant près de 70 ans.

### Groupe Suez
En 1983, une filiale du groupe Suez, La Hénin, déjà propriétaire de Listel (domaine en Camargue), rachète la majorité de la société Cordier. Puis, la quasi-totalité des domaines possédés par la société Cordier lui seront cédés en 1987, à l'exception du château Talbot.

### Sivio Denz et Lalique
Le 4 février 2014, l'entrepreneur suisse Silvio Denz, propriétaire de la cristallerie Lalique, annonce la rachat du domaine au groupe GDF-Suez pour un coût compris entre 8 et 10 millions d'euros,. Il possède également d'autres châteaux dans le bordelais : château Faugères et château Péby-Faugères (deux crus classé de Saint-Émilion), château de Chambrun (Lalande de Pomerol), château Cap de Faugères (Côte de Bordeaux Castillon), et pour moitié le Château Rocheyron (Saint-Émilion Grand cru).
En novembre 2023, le groupe suisse Lalique rachète 75 % des parts du domaine et doit, dans la foulée, procéder à une augmentation de capital. L'opération est estimée à 18 millions d'euros et doit prendre effet en décembre 2023.

## Terroir

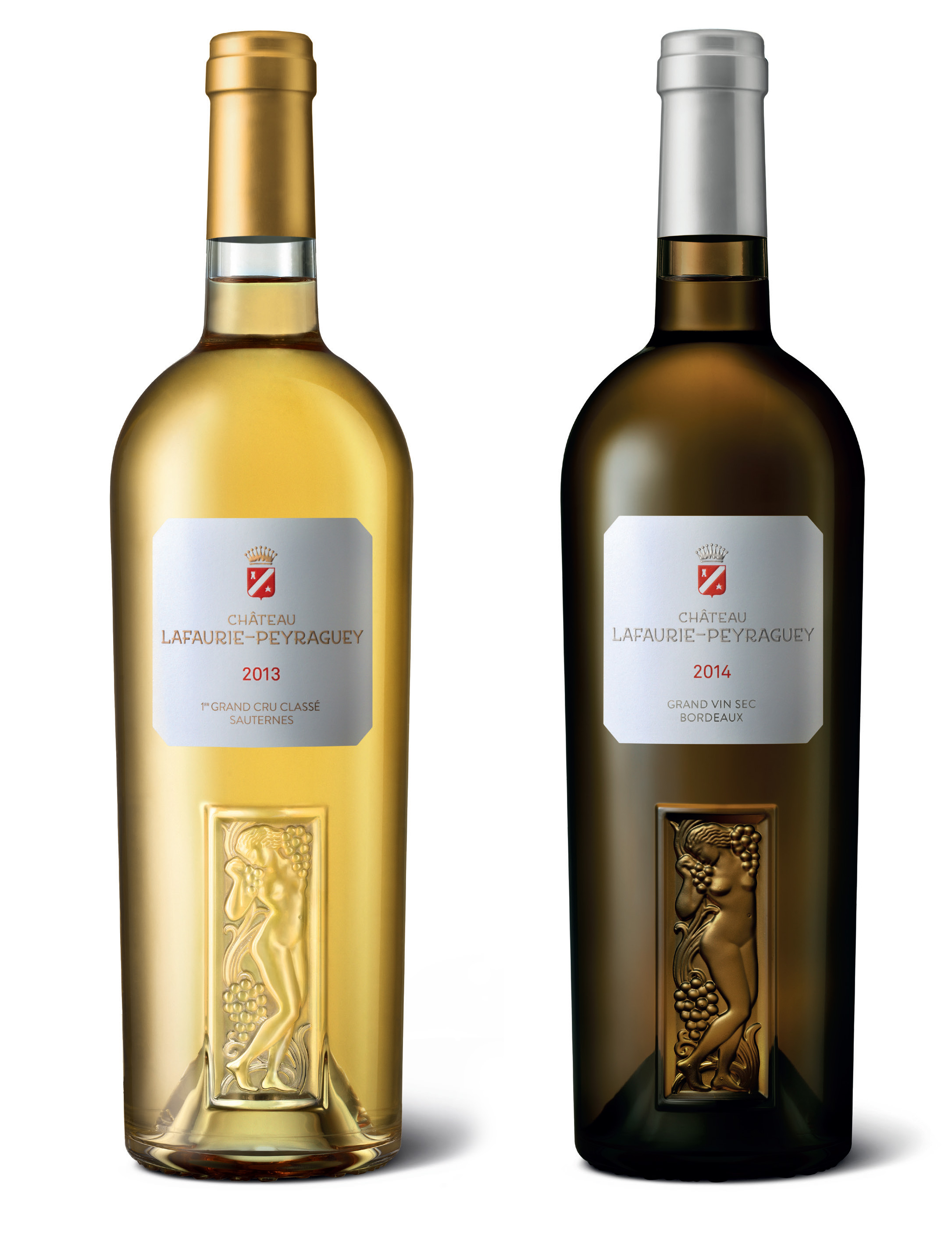
Les bouteilles de Grand Vin (Sauternes et Blanc Sec) sont ornées de la gravure « Femme et Raisins » créée par René Lalique en 1928 afin d'habiller les wagons de l'Orient Express mis en route en 1929.

Sur un sol silico-graveleux et argilo-graveleux, l'encépagement est constitué à 93 % de sémillon, 6 % de sauvignon, et 1 % de muscadelle. Les vignes ont une moyenne d'âge de 40 ans.

## Vins
Avec un rendement d'environ 18 hl/ha selon les millésimes et un élevage traditionnel de 18 à 20 mois en barriques, le domaine produit 5 000 à 15 000 bouteilles de Château Lafaurie-Peyraguey 1er Grand Cru Classé par millésime.
Le domaine produit également un second vin La Chapelle de Lafaurie-Peyraguey.
La production de vin blanc sec a repris avec le millésime 2014 : Château Lafaurie-Peyraguey Grand Vin blanc Sec et Le Lys de Lafaurie-Peyraguey.

## Littérature
Ce vin, sous le nom de Peyraguey, est le vin préféré des protagonistes du roman d'Evelyn Waugh, Retour à Brideshead, dans lequel Charles et Sebastian le boivent avec des fraises. Evelyn Waugh lui-même l'appréciait énormément.